# باتريسيو إسكوبال
باتريسيو إسكوبال (بالإسبانية: Patricio Escobal)‏ (و. 1903 – 2002 م) هو لاعب كرة قدم إسباني، ولد في لوغرونيو، توفي عن عمر يناهز 99 عاماً.

## التعليم
تعلم في Our Lady of Remembrance College, Madrid ‏
.

## روابط خارجية
- باتريسيو إسكوبال على موقع أوليمبيديا (الإنجليزية)